# Angelo Ramazzotti

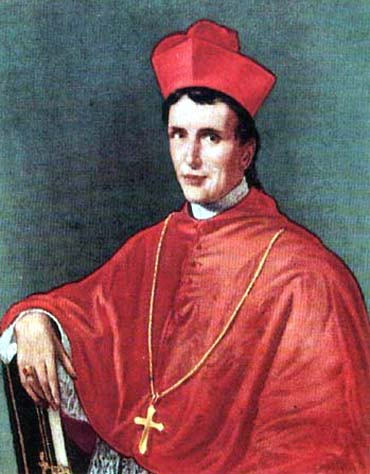
Patriarch Angelo Kardinal Ramazzotti

Angelo Francesco Ramazzotti (* 3. August 1800 in Mailand; † 24. September 1861 in Crespano del Grappa) war ein italienischer Bischof und designierter Kardinal der römisch-katholischen Kirche.

## Leben
Angelo Ramazzotti wurde als Sohn von Giuseppe Ramazzotti und dessen Ehefrau Giulia Maderna geboren und wuchs in Mailand heran. Im Oktober 1806 wurde er gefirmt. Als junger Mann schrieb er sich an der Universität Padua ein, an der er Rechtswissenschaften studierte und am 10. August 1823 auch promoviert wurde. Danach war er rund drei Jahre als Rechtsanwalt in Mailand tätig.
Am 23. September 1826 trat er ins Priesterseminar seiner Heimatstadt Mailand ein, wurde am 14. März 1829 zum Subdiakon geweiht und nur wenige Wochen später, am 4. April 1829, zum Diakon. Unmittelbar am Tag seiner Priesterweihe, dem 13. Juni 1929, trat er in den Orden der Oblaten der heiligen Ambrosius und Karl ein. In dessen Auftrag war er rund 20 Jahre als Missionar in Mailand und Como tätig.
Am 20. Mai 1850 wurde Ramazzotti zum Bischof von Pavia ernannt. Die Bischofsweihe spendete ihm am 30. Juni 1850 Kardinal Giacomo Filippo Fransoni; Mitkonsekratoren waren Giuseppe Valerga, Lateinischer Patriarch von Jerusalem, und Erzbischof Giovanni Domenico Stefanelli. Kurze Zeit später gründete Ramazzotti das Päpstliche Institut für die auswärtigen Missionen (PIME), eine Gemeinschaft von Priestern in der Missionsarbeit. Nach acht Jahren als Bischof von Pavia wechselte Ramazzotti am 15. März 1858 ins Patriarchat von Venedig, das er als Patriarch bis zu seinem Tod leitete.
Bereits am 2. August 1860 wurde Bischof Ramazzotti Berater von Papst Pius IX. Dieser war es auch, der Ramazzotti im Konsistorium vom 27. September 1861 ins Kardinalskollegium aufnehmen wollte. Ramazzotti schrieb daraufhin dem Papst und ersuchte ihn wegen seiner angegriffenen Gesundheit, von der geplanten Kreierung abzusehen. Auch, so schrieb er an Kardinal Giacomo Antonelli, könne er die Kosten nicht aufbringen, die mit der Kardinalserhebung verbunden seien.
Ramazzotti begab sich nach Crespano del Grappa, um seine Angina Pectoris auszukurieren. Hier starb er am 24. September 1861, drei Tage vor dem Konsistorium, im Alter von 61 Jahren. Streng genommen war Angelo Ramazzotti also nie Kardinal, da er jedoch von Papst Pius IX. nominiert wurde, wird er vielfach als solcher bezeichnet.
Er wurde zunächst in der Kathedrale von Venedig beerdigt, ehe seine sterblichen Überreste rund 100 Jahre später, im Jahr 1957, nach Mailand überführt wurden, wo er in der Kirche beim Zentrum der PIME seine letzte Ruhestätte fand. Die erneute Einsegnung nahmen mit Kardinal Angelo Roncalli und Bischof Giovanni Battista Montini zwei künftige Päpste vor.
Papst Paul VI. war es auch, der 1976 das Seligsprechungsverfahren für Angelo Ramazzotti eröffnete. In diesem Verfahren erkannte ihm Papst Franziskus am 14. Dezember 2015 den heroischen Tugendgrad zu.